# Anelaphus mutatus
Anelaphus mutatus es una especie de escarabajo longicornio del género Anelaphus, categorizada en la tribu Elaphidiini, de la subfamilia Cerambycinae. Fue descrita por Gahan en 1890.

## Descripción
Mide 14,7-21 mm de longitud.

## Distribución
Se distribuye por Bahamas, Cuba, Estados Unidos, Puerto Rico y República Dominicana.